# Carlo Cerini
Carlo Cerini, noto anche come Carlo Cerrini (Cuasso al Monte, 1921 – Innsbruck, 16 settembre 1943), è stato un partigiano italiano, medaglia d'oro al valor militare.

## Biografia
Sottotenente di fanteria, all'armistizio Cerini prestava servizio nella Guardia di frontiera. Subito dopo l'8 settembre 1943, fu tra i protagonisti dei numerosi tentativi isolati di resistenza ai tedeschi, che avvennero per opera dei militari italiani nelle zone di confine. Catturato ne decisero la deportazione in Germania. Durante la traduzione, il giovane ufficiale tentò a più riprese la fuga. Una prima volta riuscì a fuggire, dopo aver disarmato ed ucciso il militare tedesco di scorta, mentre da Zirl veniva condotto ad Innsbruck. Ripreso mentre si ingegnava a tornare in Italia, tentò ancora una volta la fuga, ma senza successo. L'ultimo tentativo di riacquistare la libertà costò la vita a Carlo Cerini, che fu eliminato con una scarica di mitra dalle guardie. Per onorare la memoria di questo suo studente, il Politecnico di Milano ha conferito a Cerini la laurea "ad honorem", come avvenne per lo studente Mario Flores, anche lui medaglia d'oro al valor militare.